# غوغة
غوغة هي قرية في مقاطعة نير، إيران. يقدر عدد سكانها بـ 141 نسمة بحسب إحصاء 2016.